# Montaigu-Vendée
Pour les articles homonymes, voir Montaigu.
Montaigu-Vendée est une commune nouvelle française située dans le département de la Vendée en région des Pays de la Loire. Elle résulte de la fusion, au 1er janvier 2019, des communes de Boufféré, La Guyonnière, Saint-Georges-de-Montaigu, Saint-Hilaire-de-Loulay et Montaigu, l'ancienne commune éponyme qui en est le chef-lieu.

## Géographie
Le territoire municipal de Montaigu-Vendée s’étend sur 11 792 hectares. L’altitude de la commune nouvelle varie entre 13 et 84 mètres.
Depuis le 1er janvier 2019, la commune nouvelle regroupe les communes de Boufféré, La Guyonnière, Montaigu, Saint-Georges-de-Montaigu et Saint-Hilaire-de-Loulay, qui sont désormais des communes déléguées. Son chef-lieu est situé à Montaigu.

### Localisation
Le chef-lieu de la commune nouvelle, Montaigu, se situe au nord-est du département de la Vendée.
|                                                      | Remouillé (Loire-Atlantique) Saint-Hilaire-de-Clisson (Loire-Atlantique) | La Bernardière           |
| Vieillevigne (Loire-Atlantique)                      | Montaigu-Vendée                                                          | Treize-Septiers          |
| L'Herbergement Saint-André-Treize-Voies (Montréverd) | Chavagnes-en-Paillers Les Brouzils                                       | La Boissière-de-Montaigu |

### Hydrographie
Elle est traversée du sud au nord par la Maine, qui se jette à environ 15 km en aval dans la Sèvre Nantaise.

### Climat
Pour des articles plus généraux, voir Climat des Pays de la Loire et Climat de la Vendée.
En 2010, le climat de la commune est de type climat océanique franc, selon une étude du CNRS s'appuyant sur une série de données couvrant la période 1971-2000. En 2020, Météo-France publie une typologie des climats de la France métropolitaine dans laquelle la commune est exposée à un climat océanique et est dans la région climatique Bretagne orientale et méridionale, Pays nantais, Vendée, caractérisée par une faible pluviométrie en été et une bonne insolation.
Pour la période 1971-2000, la température annuelle moyenne est de 12 °C, avec une amplitude thermique annuelle de 13,8 °C. Le cumul annuel moyen de précipitations est de 803 mm, avec 12,4 jours de précipitations en janvier et 6,4 jours en juillet. Pour la période 1991-2020, la température moyenne annuelle observée sur la station météorologique de Météo-France la plus proche, sur la commune de Rocheservière à 15 km à vol d'oiseau, est de 12,4 °C et le cumul annuel moyen de précipitations est de 831,3 mm,. Pour l'avenir, les paramètres climatiques de la commune estimés pour 2050 selon différents scénarios d'émission de gaz à effet de serre sont consultables sur un site dédié publié par Météo-France en novembre 2022.

### Voies de communication et transports
Située au croisement de la route nord-sud D 137 entre Nantes et La Rochelle, et de la route est-ouest D 753 entre Cholet et Saint-Jean-de-Monts, Montaigu-Vendée est aussi reliée par la D 763 à Clisson au nord-est et à La Roche-sur-Yon au sud-ouest.
Montaigu-Vendée est desservie sur la commune déléguée de Boufféré par la sortie 4 de l'autoroute A83 reliant Niort (rejoignant ainsi l'A10 entre Paris et Bordeaux) à Nantes, préfecture de la région. De plus, la 2 × 2 voies entre Boufféré et La Roche-sur-Yon permet de rejoindre rapidement la préfecture vendéenne, située à environ 40 kilomètres du centre de Montaigu-Vendée. 

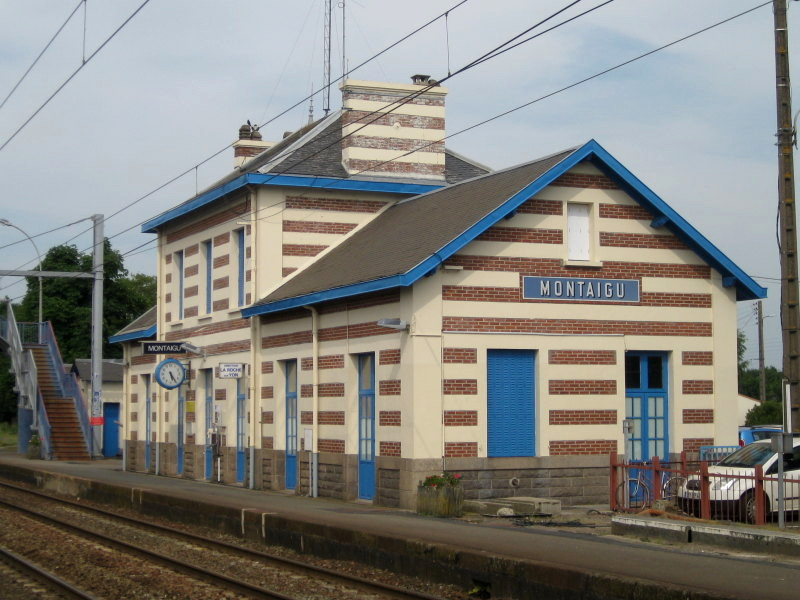
La Gare de Montaigu.

L'aéroport international de Nantes-Atlantique est lui aussi situé à environ 40 kilomètres de Montaigu-Vendée, que ce soit en passant par l'autoroute A83 ou par la RD 137. La commune dispose pour sa part d'un aérodrome, l'aérodrome de Montaigu - Saint-Georges, inauguré le 28 juin 1980. Il dispose de deux pistes de 80 m et 40 m de large pour 900 m de long. Le plus gros club de France de Paramoteur, Atlantic Paramoteur, est basé sur ce terrain, ainsi que le club de vol à voile de Nantes, le Planeur Club de L'Atlantique, qui s'est déplacé sur ce terrain lors de sa création, puisque ce dernier avait pour but de délocaliser l'activité planeur de l'aéroport Nantes Atlantique. Le terrain a accueilli en 2011 le championnat régional des Pays de la Loire de planeur, ainsi que le Tour de France ULM qui y est passé pour une nuit.
La gare de Montaigu, appelée Montaigu (Vendée), se trouve sur la ligne de Nantes-Orléans à Saintes, qui se prolonge vers Les Sables-d'Olonne ou Bordeaux, mettant ainsi Paris à 2 h 30 de Montaigu-Vendée grâce au TGV, et la côte atlantique à moins d'une heure de train.

## Urbanisme

### Typologie
Au 1er janvier 2024, Montaigu-Vendée est catégorisée petite ville, selon la nouvelle grille communale de densité à sept niveaux définie par l'Insee en 2022.
Elle appartient à l'unité urbaine de Montaigu-Vendée, une unité urbaine monocommunale constituant une ville isolée,. Par ailleurs la commune fait partie de l'aire d'attraction de Montaigu-Vendée, dont elle est la commune-centre,. Cette aire, qui regroupe 8 communes, est catégorisée dans les aires de moins de 50 000 habitants,.

## Toponymie
Le nom de la commune nouvelle est formée à partir du nom de sa ville-centre, Montaigu, et du nom du département d'appartenance de la commune nouvelle, la Vendée. Ce nom a été sélectionné par les cinq maires des communes constitutives de la commune nouvelle à la suite de deux tables rondes ayant fait émerger quatre noms proposés lors d'une consultation par internet à partir du 1er décembre 2016. Les quatre noms proposés à la consultation étaient Montaigu-Vendée, Montaigu-les-Maines, Montaigu-Nord-Vendée et Montaigu-la-Nouvelle. Avant l'élaboration des propositions, les cinq maires s'étaient mis d'accord sur le fait que le nom de la ville-centre de la commune nouvelle devait rester dans le nouveau nom.
Montaigu est issu du latin mons, « mont » et acutus (« aiguisé, rendu aigu »), qui a suivi la même évolution que l'adjectif en français, désignant littéralement un « mont aigu ».  L'origine du nom remonterait donc à la période gallo-romaine et ferait référence au promontoire situé à la confluence de la Maine et de l'Asson
Le nom de Vendée est issu pour sa part du nom de la rivière éponyme passant au sud du département, dont la forme originelle devait être Vindeda (« la blanche »), dérivé du gaulois (celtique) uindos signifiant « blanc », voire « heureux ».

## Histoire
Le 3 février 2017, les cinq conseils municipaux de Boufféré, La Guyonnière, Montaigu, Saint-Georges-de-Montaigu et Saint-Hilaire-de-Loulay se réunissent au même moment, chacun de son côté, pour délibérer sur le projet de création d’une commune nouvelle de près de 20 000 habitants regroupant les cinq communes. Le projet est approuvé par tous les conseils, favorisant, selon les élus, la visibilité économique du bassin de vie et la transformation à terme de Terres-de-Montaigu, communauté de communes Montaigu-Rocheservière en communauté d'agglomération,.
La commune nouvelle est effectivement créée au 1er janvier 2019 par un arrêté préfectoral du 20 avril 2017.
À sa fondation, Montaigu-Vendée est la quatrième commune la plus peuplée du département (20 084 habitants au recensement de 2016), après La Roche-sur-Yon (53 578), Les Sables-d’Olonne (42 649) et Challans (20 133), mais devant Les Herbiers (15 992) et Fontenay-le-Comte (13 640). De même, elle devient au 1er janvier 2019 la commune la plus étendue de la Vendée avec 11 792 hectares devant Essarts-en-Bocage (10 059).[réf. nécessaire]

## Politique et administration

### Rattachements administratifs et électoraux
La commune nouvelle se trouve dans le canton de Montaigu et l'arrondissement de La Roche-sur-Yon du département de la Vendée. Pour l'élection des députés, elle fait partie de la quatrième circonscription de la Vendée.

### Intercommunalité
Montaigu-Vendée est le siège de Terres de Montaigu, communauté d'agglomération.

### Politique locale
L'accord de gouvernance conclu entre les élus lors de la création de la commune nouvelle prévoit que le maire de Montaigu  sera son maire jusqu’aux élections municipales de 2020, et que celui de Boufféré sera tête de liste en 2020.

### Liste des maires
| Période        | Période     | Identité         | Étiquette | Qualité |
| -------------- | ----------- | ---------------- | --------- | --- |
| 4 janvier 2019 | 26 mai 2020 | Antoine Chéreau  | MPF DVD   | Conseiller régional (depuis 2004), élu dans la Vendée Président de Terres-de-Montaigu (depuis 2017) Maire délégué de Montaigu (2019) |
| 26 mai 2020    | En cours    | Florent Limouzin | DVD       | Gestionnaire en immobilier Conseiller communautaire de Terres-de-Montaigu (depuis 2017) Maire délégué de Boufféré (2019-2020)        |

### Jumelage
Montaigu-Vendée poursuit le jumelage que Montaigu avait noué avec Immenhausen, en Allemagne

## Population et société

### Démographie
| 1968  | 1975   | 1982   | 1990   | 1999   | 2006   | 2011   | 2016   |
| ----- | ------ | ------ | ------ | ------ | ------ | ------ | ------ |
| 9 057 | 11 142 | 12 474 | 13 736 | 15 562 | 17 498 | 19 141 | 20 084 |

Liste des communes déléguées
| Liste des communes        | Nombres d'habitants | superficie | densité      |
| ------------------------- | ------------------- | ---------- | ------------ |
| Montaigu (Vendée) (siège) | 5 211               | 3.06 km²   | 1703 hab/km² |
| Boufféré                  | 3 335               | 16.54 km²  | 202 hab/km²  |
| La Guyonnière             | 2 736               | 23.18 km²  | 118 hab/km²  |
| Saint-Georges-de-Montaigu | 4 269               | 34.02 km²  | 125 hab/km²  |
| Saint-Hilaire-de-Loulay   | 4 533               | 41.12 km²  | 110 hab/km²  |

## Économie

### L'agglomération de Montaigu, cœur économique du territoire de Montaigu-Vendée
Historiquement, le territoire de Montaigu-Vendée, à dominante rurale, était essentiellement tourné vers l'activité agricole, à l'exception notable de Montaigu.  Celle-ci s'est en effet constituée comme ville-centre d'un bassin de vie pour lequel elle remplissait les fonctions traditionnelles d'une centralité urbaine vis-à-vis d'un territoire rural. La présence d'une place du Champ de Foire à Montaigu atteste de ce rôle de place centrale. Des foires aux bestiaux ainsi que des comices agricoles s'y tinrent ainsi jusqu'au milieu du XXe siècle, et attirèrent sur la place des cabarets et des auberges. Dans la ville s'installèrent également des artisans et commerçants liés à la transformation de la production agricole environnante, comme l'atteste par exemple la présence d'une rue de la Boucherie.
En 2015, la commune déléguée de Montaigu (disposant encore à cette date du statut de commune à part entière) comptabilisait 2 070 actifs ayant un emploi résidant sur son territoire, qui accueillait par ailleurs 4 397 emplois, soit un indicateur de concentration de l'emploi de 212,4. Cet indicateur confirme le statut de ville-centre qu'a su conserver Montaigu vis-à-vis de son bassin de vie. Néanmoins, le territoire de Montaigu étant limité, certaines entreprises dont les locaux historiques se trouvaient dans la ville-centre ont quitté cette dernière pour s'implanter sur le territoire des communes voisines. C'est le cas par exemple de la Laiterie de Montaigu, qui dès 1965 a construit sa nouvelle usine sur la commune de Saint-Georges-de-Montaigu à proximité de l'entrée sud de la ville. En 2017, c'est l'entreprise VMI (technologies de mélange et de pétrissage) qui quitte son site historique de Montaigu pour emménager sur le parc d'activités des Marches-de-Bretagne, situé sur la commune voisine de Saint-Hilaire-de-Loulay. Montaigu est tout de même parvenu à conserver certaines de ses entreprises historiques sur son territoire, comme en témoigne l'implantation en 2016 du siège national du transporteur DB Schenker, à l'emplacement d'un site du transporteur Joyau racheté par le groupe allemand dans les années 2000.
Montaigu compte sur son territoire deux zones industrielles adjacentes, la zone industrielle de la Gare et la zone industrielle Nord, ainsi qu'une zone commerciale comprenant une grande surface sous l'enseigne Leclerc. Par ailleurs, sur les communes voisines mais dans la continuité du tissu urbain de Montaigu se sont développées deux autres zones commerciales autour d'une enseigne Super U à Boufféré et d'une enseigne Intermarché à Saint-Hilaire-de-Loulay, ainsi que les zones industrielles de Mirville et du Planty. Le centre-ville constitue un autre pôle où se concentrent de nombreux emplois de l'agglomération, notamment dans les commerces de proximité implantés essentiellement dans et autour de la rue Clemenceau, de la place du Champ-de-Foire et de l'avenue Villebois-MareuiL.
La commune abrite le siège social de la seconde entreprise française de meubles de bureaux Haworth France (57 millions € de chiffre d'affaires et 211 salariés en 2020).
La commune abrite aussi à Boufféré l'usine de voitures sans-permis Microcar, fondée par Jeanneau et rachetée en 2008 par Ligier,.
Enfin, plusieurs employeurs publics viennent contribuer de manière significative au rôle de ville-centre de Montaigu et au nombre important d'emploi localisés sur le territoire : la ville de Montaigu, la communauté de communes de Terres-de-Montaigu et enfin le centre hospitalier départemental de la Vendée, qui dispose d'une antenne sur la commune.

### Une forte présence du secteur agro-alimentaire sur le territoire
Le territoire de Montaigu-Vendée a su s'appuyer sur son activité principale historique, l'activité agricole, pour développer une industrie locale dans le domaine agro-alimentaire. Ce dernier participe à la présence significative du secteur secondaire dans le tissu économique local, comme l'atteste la présence d'usines telles que la Laiterie de Montaigu précédemment citée, Briogel à Saint-Georges-de-Montaigu, Bonté-Pinson, Brioches Fontenaud ou encore le Comptoir de la Bière à Boufféré, ces différentes entreprises partageant bien un cœur de métier consistant en la transformation de produits agricoles en biens alimentaires. L'entreprise la plus significative à ce titre est très certainement Sodebo, géant français de l'agroalimentaire dont le siège social et l'ensemble de l'outil de production en France sont situés sur un complexe de plusieurs dizaines d'hectares à cheval entre Saint-Georges-de-Montaigu et La Guyonnière. L'entreprise regroupe ainsi sur la commune plus de 2 000 emplois, ce qui en fait le principal employeur du territoire.

## Culture locale et patrimoine

### Lieux et monuments

#### Châteaux
- L'ancien château de Montaigu, dont les fortifications ont été arasées en 1586 sur l'ordre d'Henri III, inscrit à l'inventaire des Monuments Historiques
- Le château de la Caillaiderie à Montaigu, construit au XVIIIe siècle par la famille Thiériot[35]
- Les ruines du château de la Sénardière à Boufféré
- Le château du Hallay à Boufféré
- Le château de la Preuille
- Le château de la Mussetière
- Le château de la Lande
- Le château de Bois-Corbeau
- Le château de la Peinerie
- Le château de la Grande Bernerie
- Vestiges remarquables d'un ancien château médiéval au lieu-dit de la Goyère sur un coteau dominant la Grande Maine

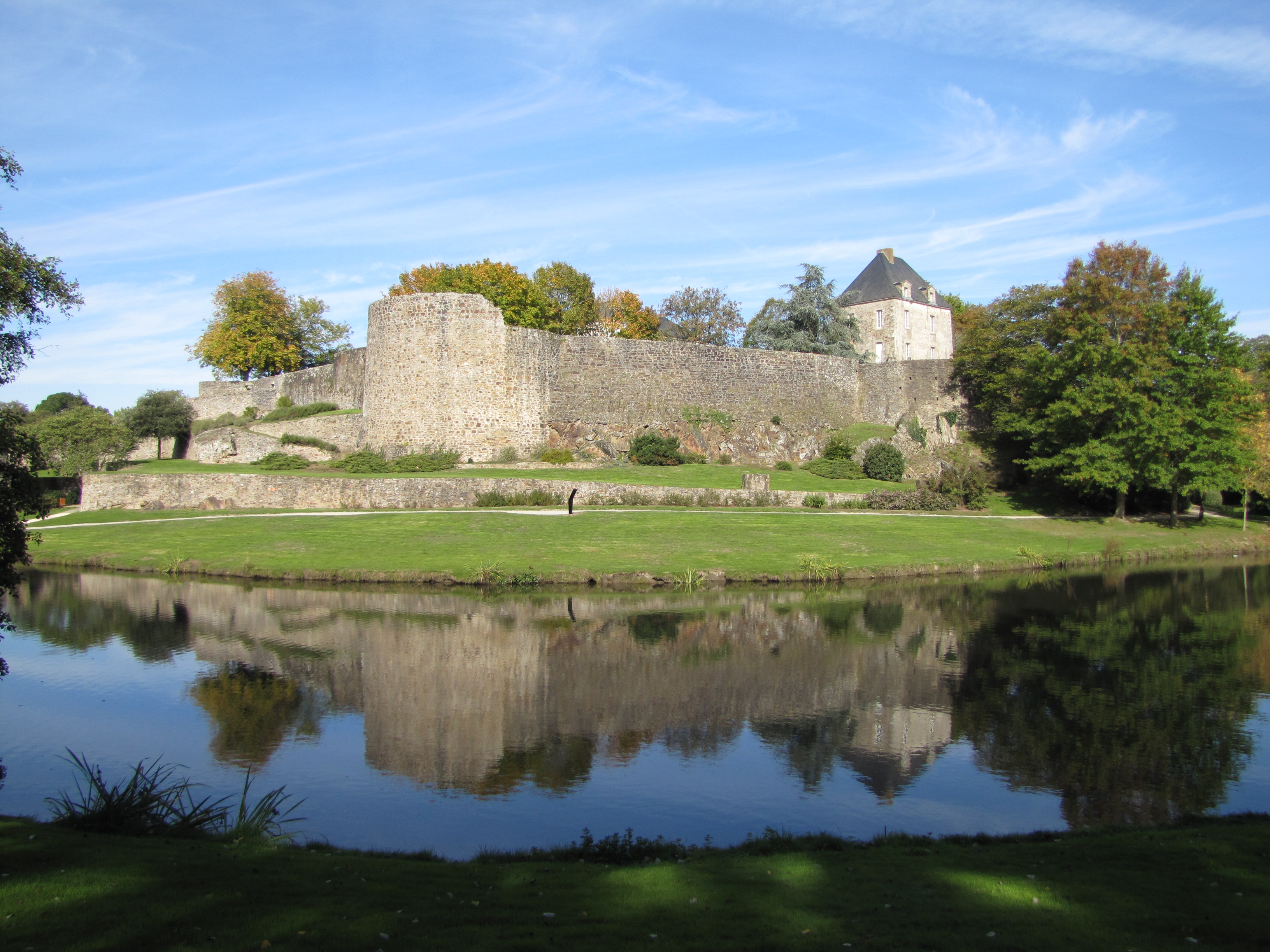
Le château de Montaigu
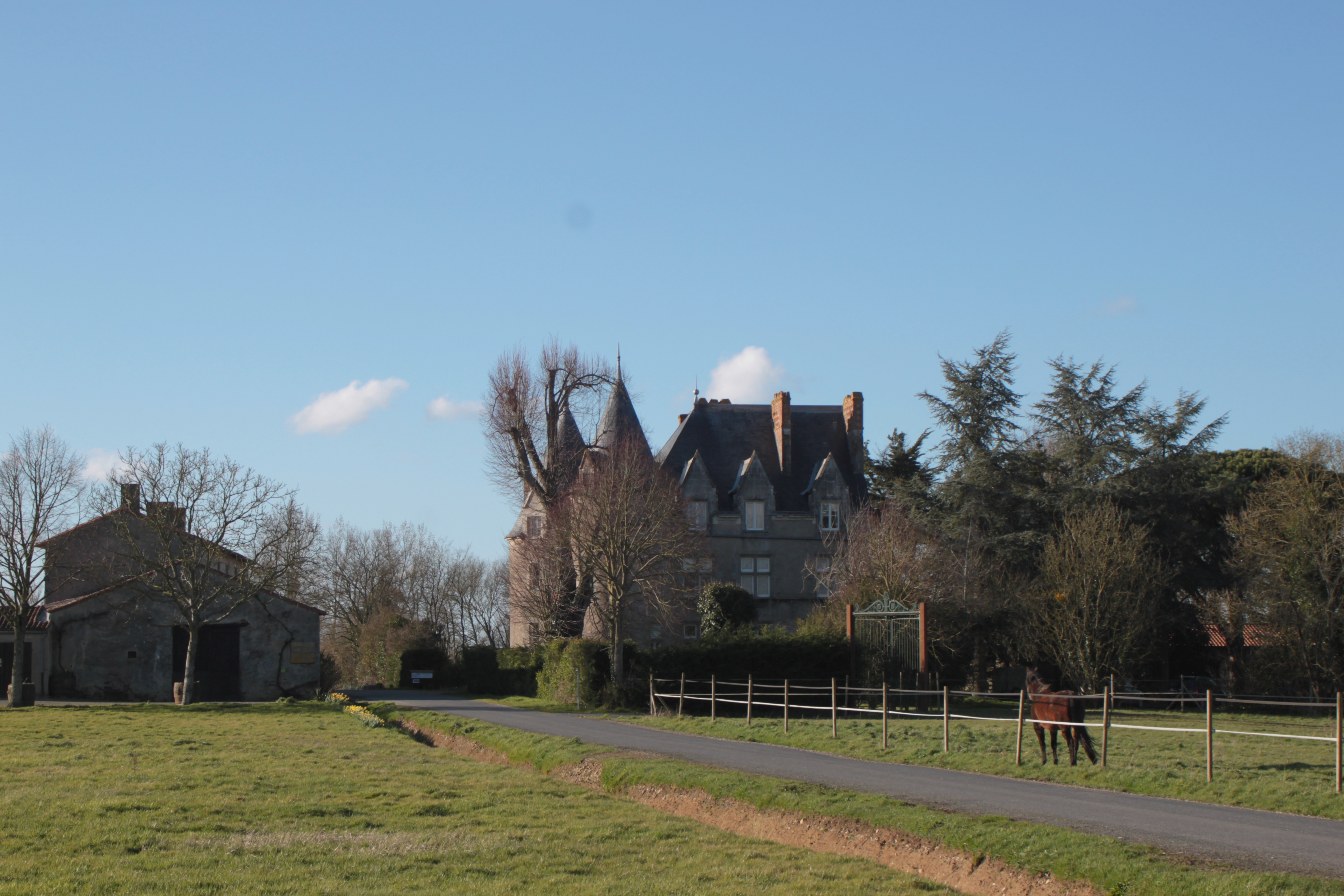
Le château de la Preuille
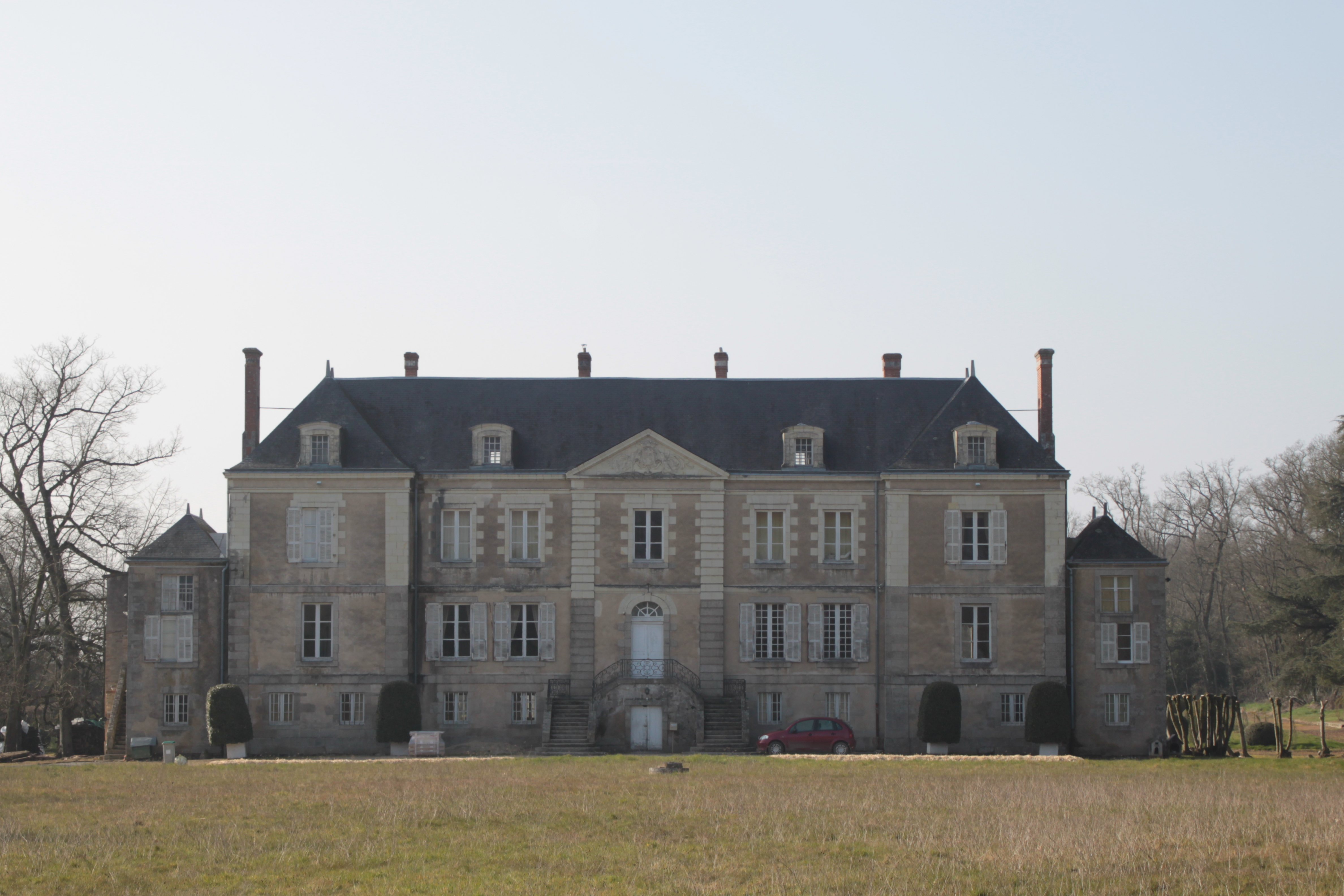
Le château de la Lande

#### Monuments religieux

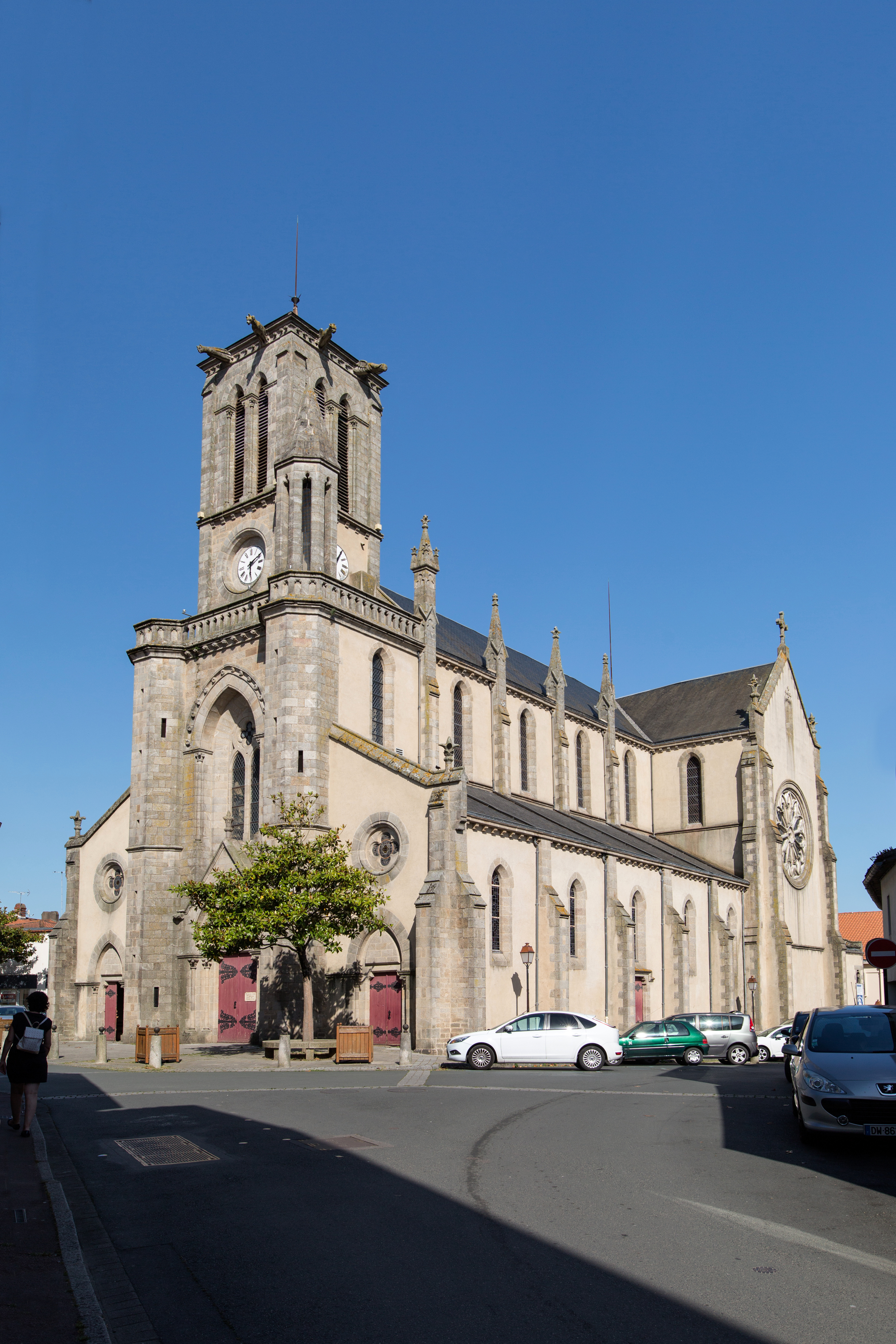
L'église Saint-Jean-Baptiste

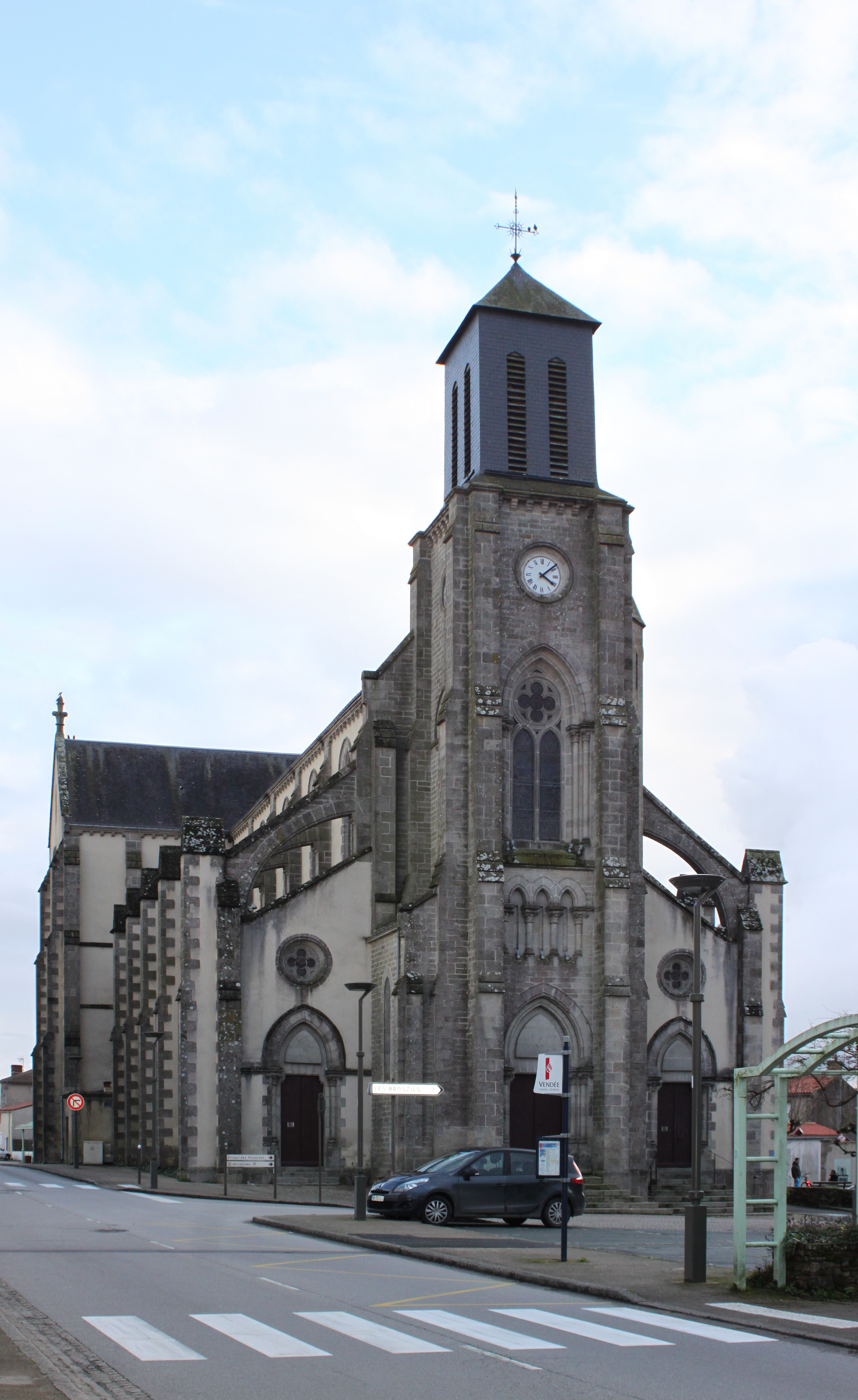
Église Saint-Georges de Saint-Georges-de-Montaigu

- L'église Saint-Jean-Baptiste de Montaigu et les gargouilles de son clocher
- Le Portail Saint-Léonard, vestige d'une chapelle de 1215
- L'ancienne collégiale Saint-Maurice, au cœur de la vieille ville de Montaigu
- L’église Notre-Dame-de-l'Assomption à Boufféré
- L'église Saint-Hilaire dans le bourg de Saint-Hilaire-de-Loulay
- L'église Saint-Pierre de la Guyonnière
- Le site de Melay ou Meslay à La Guyonnière
- L'église Saint-Georges dans le bourg de Saint-Georges-de-Montaigu, datant du XIXe siècle, ayant la particularité d'avoir un clocher inachevé coiffé d'une flèche provisoire recouverte l'ardoise
- La Chapelle du village de la Roche-Pépin à Saint-Georges-de-Montaigu
- La Chapelle du village de la Rondaire à Saint-Georges-de-Montaigu

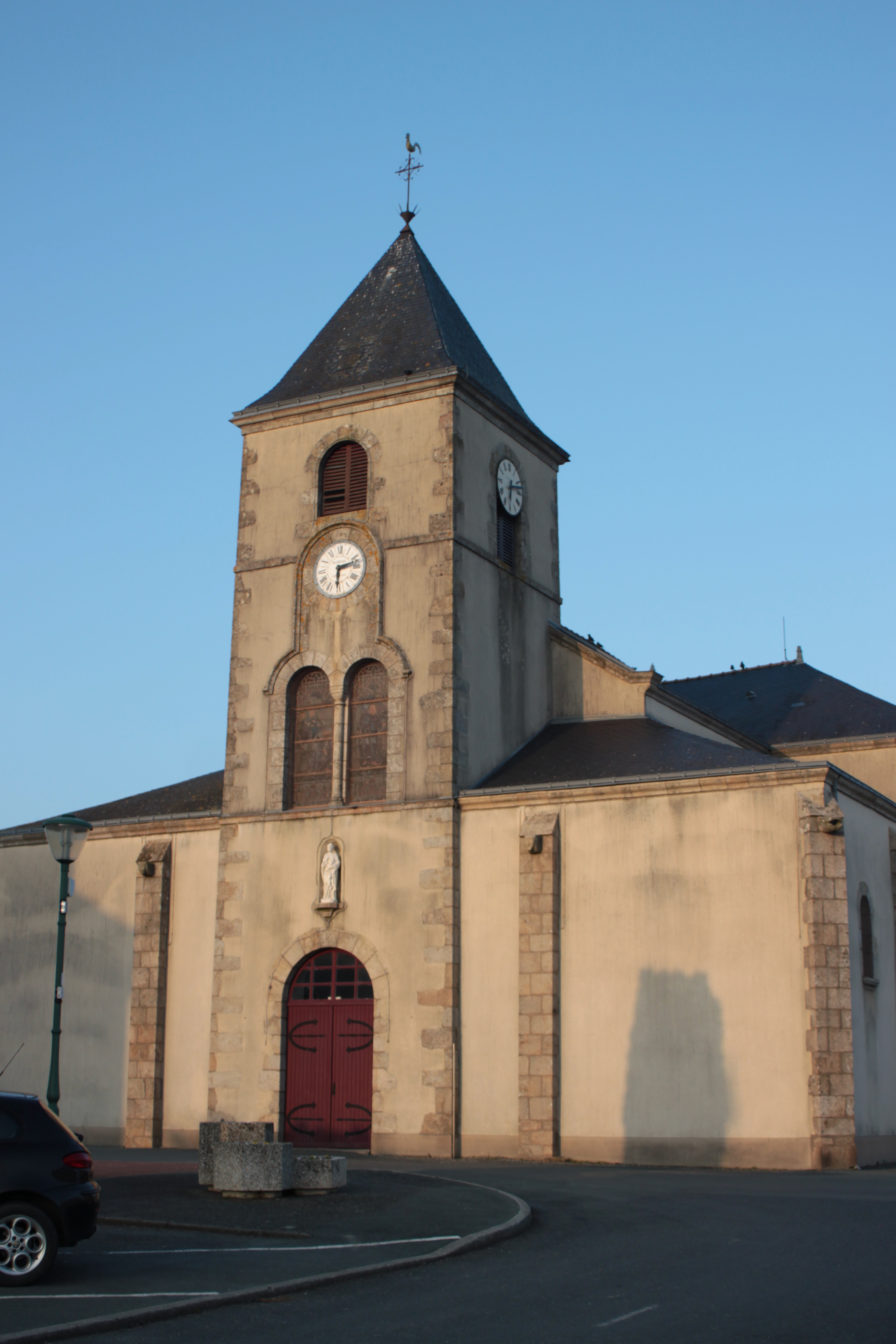
Eglise Saint-Pierre de La Guyonnière
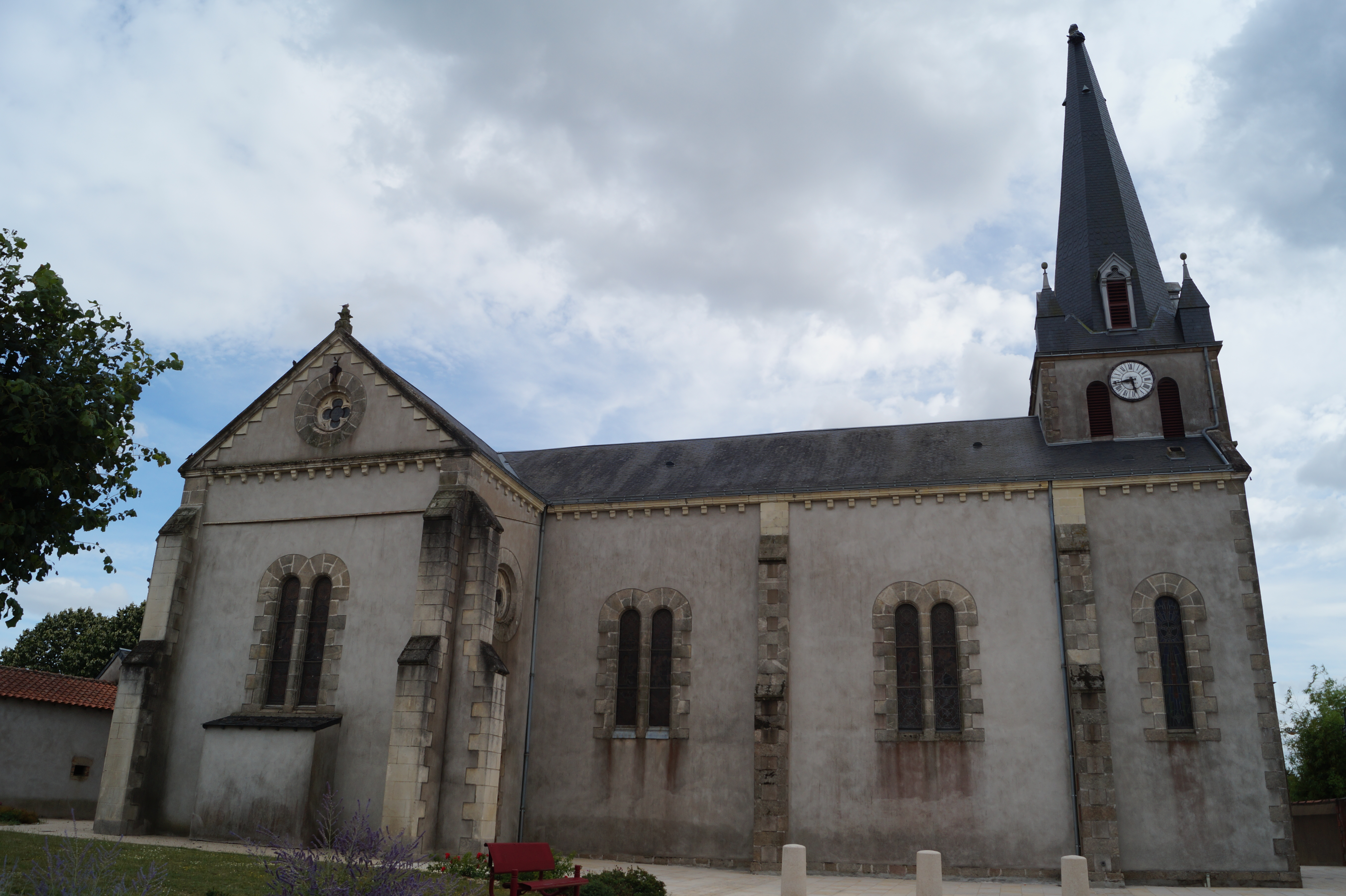
Eglise Notre-Dame-de-l'Assomption de Boufféré

#### Ouvrages d'art
- Le pont de Sénard[36] enjambant la Maine à Saint-Hilaire-de-Loulay
- Le pont de Boisseau - inscrit à l'inventaire des monuments historiques - situé au confluent de la Grande Maine et Petite Maine
- La digue de Montaigu

#### Autres lieux et monuments remarquables
- L'ancienne sous-préfecture de Montaigu
- La Maison des Rochettes et son parc paysagé avec des essences rares à Montaigu
- L'ancien relais de poste, aujourd'hui médiathèque intercommunale au cœur du parc des Rochettes
- Le Menhir de la Grande Bernerie, seul survivant d'un groupe de deux menhirs
- Le manoir de la Roche-Thévenin à La Guyonnière, inscrit à l'inventaire des Monuments Historiques
- La Maison de la Rivière et du Pêcheur - ancien moulin à eau, dit anciennement moulin de la Roche
- Le Moulin de la Poitevinière, ancien moulin à eau sauvé de la ruine au début du XXIe siècle par une association locale de sauvegarde du patrimoine

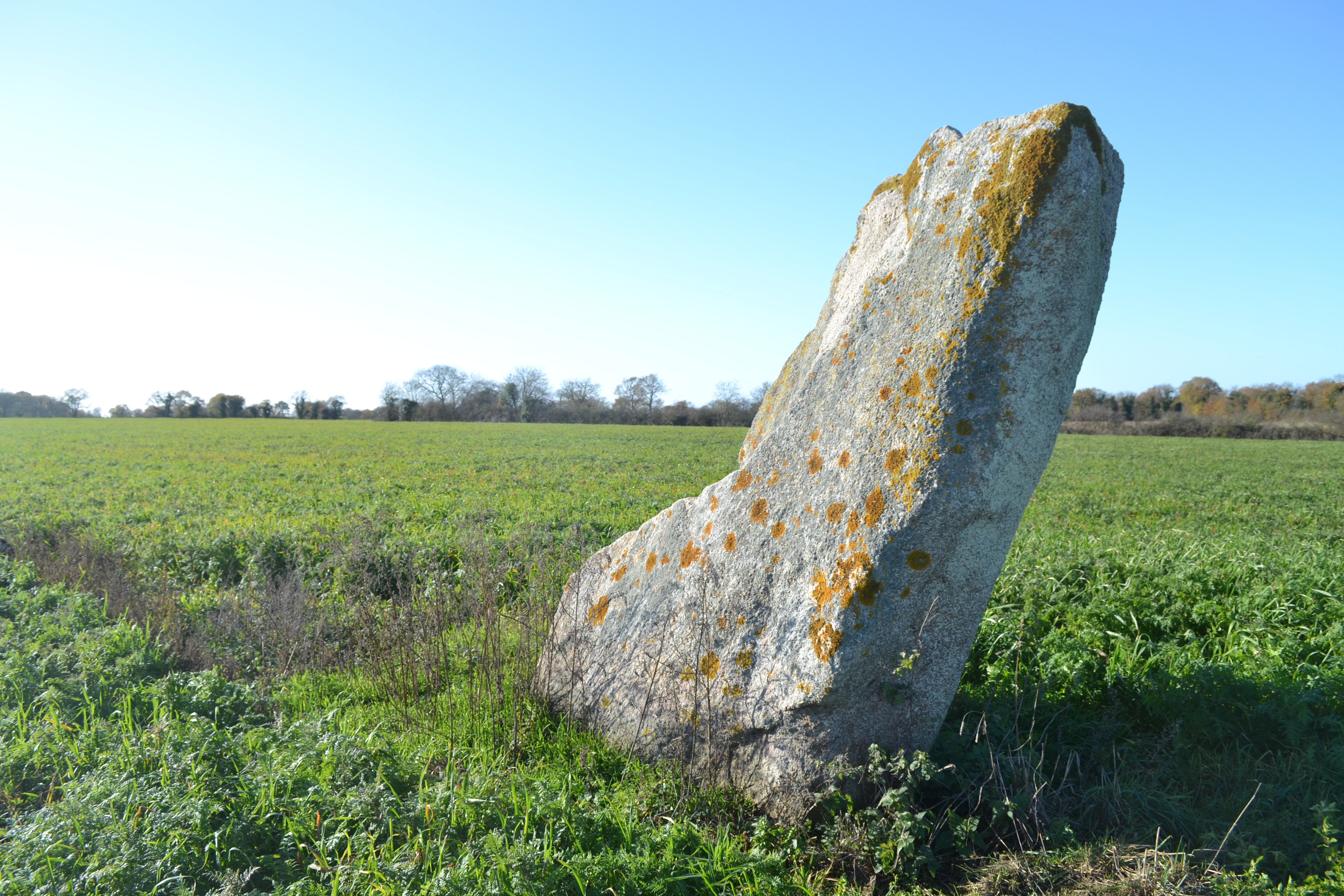
Menhir de la Grande Bernerie
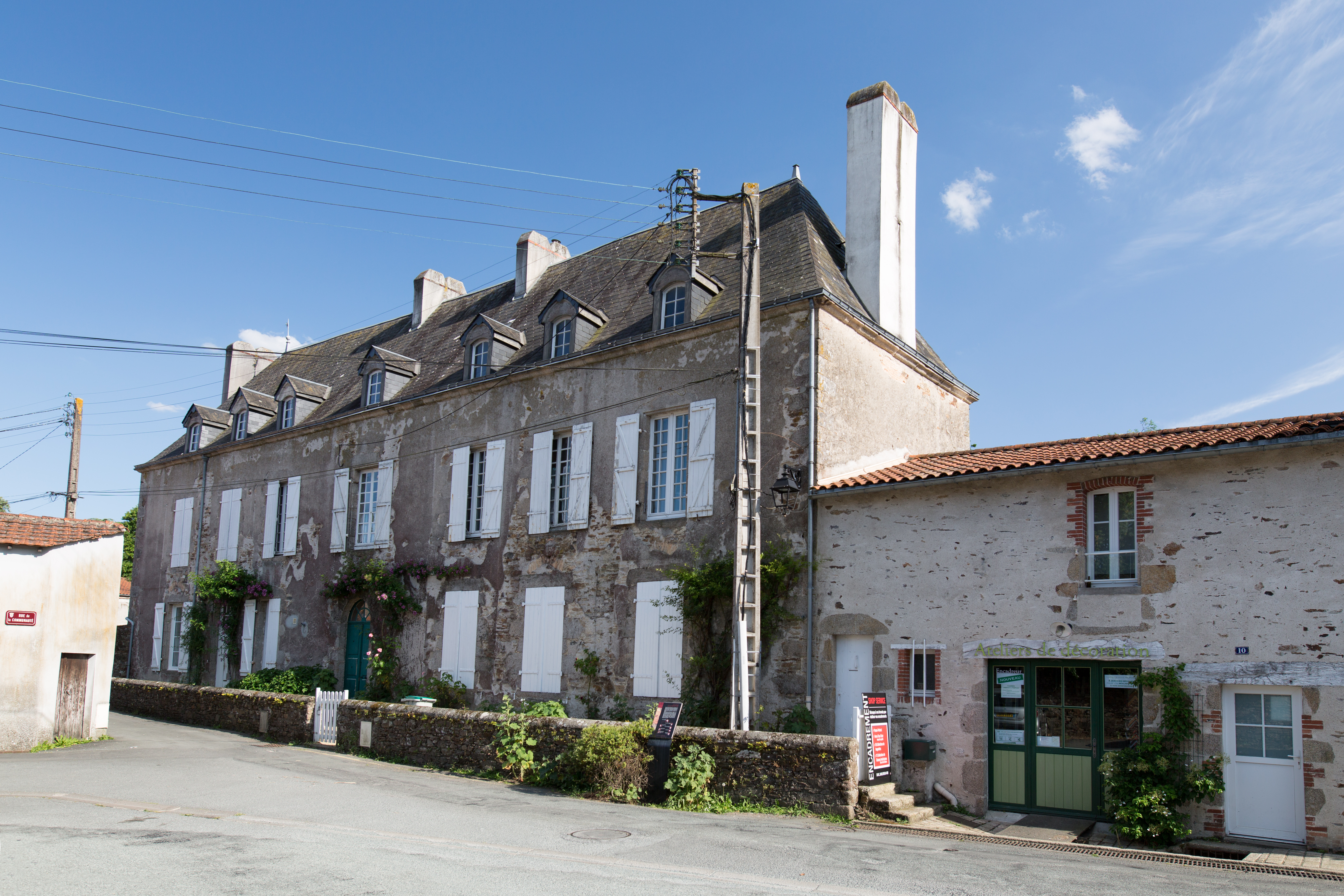
Bâtisse siège de l'ancienne sous-préfecture

#### Chanson
La ville de Montaigu, est citée dans la chanson paillarde La Digue du cul (« De Nantes à Montaigu (...) »), parue en 1922,,.